# Persone di cognome Hoffmann
| Questa pagina contiene informazioni ricavate automaticamente dalle voci biografiche con l'ausilio del template Bio e di un bot. L'aggiornamento è periodico e automatico e ricostruisce completamente la pagina. Se manca una persona in questa lista, sei pregato di non aggiungerla, ma accertati piuttosto che la sua voce biografica contenga il template Bio e che i dati anagrafici siano correttamente compilati. Se il template Bio manca, inseriscilo tu stesso o, in alternativa, metti l'avviso {{tmp\|Bio}} che ne segnala la mancanza. Se i dati riportati sono sbagliati, correggi direttamente la voce biografica; le modifiche saranno visibili in questa lista entro pochi giorni. Per chiarimenti vedi il progetto antroponimi. La lista contiene solo le 75 persone che sono citate nell'enciclopedia e per le quali è stato implementato correttamente il template Bio. Pagina aggiornata al 8 apr 2025. |

Questa è una lista di persone presenti nell'enciclopedia che hanno il cognome Hoffmann, suddivise per attività principale.

## Allenatori di calcio(1)
- Martin Hoffmann, allenatore di calcio e ex calciatore tedesco orientale (Gommern, n. 1955)

## Ammiragli(2)
- Kurt Caesar Hoffmann, ammiraglio tedesco (Kiel, n. 1895 - Mölln, † 1988)
- Theodor Hoffmann, ammiraglio e politico tedesco-orientale (Kuhlen-Wendorf, n. 1935 - Berlino, † 2018)

## Architetti(1)
- Josef Hoffmann, architetto austriaco (Brtnice, n. 1870 - Vienna, † 1956)

## Attori(2)
- Jerry Hoffmann, attore, sceneggiatore e regista tedesco (Berlino, n. 1989)
- Robert Hoffmann, attore austriaco (Salisburgo, n. 1939 - Salisburgo, † 2022)

## Attrici(2)
- Gaby Hoffmann, attrice statunitense (New York, n. 1982)
- Jutta Hoffmann, attrice tedesca (Halle, n. 1941)

## Avvocati(1)
- Joseph Marzell Hoffmann, avvocato e politico svizzero (Rorschach, n. 1809 - Rorschach, † 1888)

## Botanici(2)
- Johann Centurius Hoffmannsegg, botanico, entomologo e ornitologo tedesco (Dresda, n. 1766 - Dresda, † 1849)
- Karl August Otto Hoffmann, botanico e insegnante tedesco (Beeskow, n. 1853 - Berlino, † 1909)

## Calciatori(8)
- Andre Hoffmann, calciatore tedesco (Essen, n. 1993)
- Cornelius Hoffmann, calciatore austriaco (n. 1881)
- Eric Hoffmann, ex calciatore lussemburghese (Lussemburgo, n. 1984)
- Johann Hoffmann, calciatore austriaco (Vienna, n. 1908 - Vienna, † 1970)
- Zinho, calciatore brasiliano (Lajeado, n. 2003)
- Nicky Hoffmann, calciatore lussemburghese (n. 1940 - † 2018)
- Ron-Thorben Hoffmann, calciatore tedesco (Rostock, n. 1999)
- Rudi Hoffmann, calciatore tedesco (Östringen, n. 1935 - † 2020)

## Cestisti(1)
- Felix Hoffmann, cestista tedesco (Würzburg, n. 1989)

## Chimici(2)
- Felix Hoffmann, chimico e farmacista tedesco (Ludwigsburg, n. 1868 - Losanna, † 1946)
- Roald Hoffmann, chimico, scrittore e divulgatore scientifico statunitense (Zoločiv, n. 1937)

## Chitarristi(1)
- Wolf Hoffmann, chitarrista tedesco (Magonza, n. 1959)

## Danzatrici(3)
- Gertrude Hoffmann, ballerina e coreografa statunitense (San Francisco, n. 1886 - Los Angeles, † 1966)
- Reinhild Hoffmann, danzatrice e coreografa tedesca (Sorau, n. 1943)
- Tinna Hoffman, ballerina e personaggio televisivo danese (Århus, n. 1983)

## Dermatologi(1)
- Erich Hoffmann, dermatologo tedesco (Witzmitz, n. 1868 - Bonn, † 1959)

## Dirigenti sportivi(1)
- Bernd Hoffmann, dirigente sportivo tedesco (Leverkusen, n. 1963)

## Drammaturghi(1)
- François Benoît Hoffmann, drammaturgo e librettista francese (Nancy, n. 1760 - Parigi, † 1828)

## Fondiste(1)
- Helen Hoffmann, fondista tedesca (n. 2002)

## Fondisti(1)
- Christian Hoffmann, ex fondista austriaco (Aigen im Mühlkreis, n. 1974)

## Fotografi(2)
- Heinrich Hoffmann, fotografo e politico tedesco (Fürth, n. 1885 - Monaco di Baviera, † 1957)
- Herbert Hoffmann, fotografo tedesco (Freienwalde in Pommern, n. 1919 - Heiden, † 2010)

## Generali(2)
- Friedrich Hoffmann, generale e politico tedesco (Ludwigsburg, n. 1795 - Karlsruhe, † 1879)
- Max Hoffmann, generale e diplomatico tedesco (Homberg, n. 1869 - Bad Reichenhall, † 1927)

## Ginnasti(2)
- Lutz Hoffmann, ginnasta tedesco orientale (Weißenfels, n. 1959 - Bad Sachsa, † 1997)
- Ulf Hoffmann, ex ginnasta tedesco orientale (Neustrelitz, n. 1961)

## Giocatori di baseball(1)
- Jamie Hoffmann, ex giocatore di baseball statunitense (New Ulm, n. 1984)

## Giuristi(1)
- Albert J. Hoffmann, giurista sudafricano (Vanderbijlpark, n. 1955)

## Hockeisti su ghiaccio(1)
- Jim Hoffmann, hockeista su ghiaccio canadese (Kitchener, n. 1962 - Kitchener, † 2024)

## Immunologi(1)
- Jules Hoffmann, immunologo francese (Echternach, n. 1941)

## Inventori(1)
- Friedrich Eduard Hoffmann, inventore tedesco (Groninga, n. 1818 - Berlino, † 1900)

## Medici(2)
- Friedrich Hoffmann, medico tedesco (Halle, n. 1660 - Halle, † 1742)
- Friedrich Albin Hoffmann, medico tedesco (Ruhrort, n. 1843 - Lipsia, † 1924)

## Nuotatori(2)
- Georg Hoffmann, nuotatore e tuffatore tedesco (n. 1880 - † 1947)
- Jörg Hoffmann, ex nuotatore tedesco (Schwedt, n. 1970)

## Organisti(1)
- Ludwig Hoffmann, organista e pianista tedesco (Berlino, n. 1925 - Monaco di Baviera, † 1999)

## Pallamaniste(1)
- Anette Hoffmann, ex pallamanista danese (n. 1971)

## Pattinatori artistici su ghiaccio(1)
- Jan Hoffmann, ex pattinatore artistico su ghiaccio tedesco (Dresda, n. 1955)

## Pattinatori di velocità su ghiaccio(1)
- André Hoffmann, ex pattinatore di velocità su ghiaccio tedesco (Berlino Est, n. 1961)

## Pesisti(1)
- Dieter Hoffmann, pesista tedesco (Danzica, n. 1941 - † 2016)

## Piloti automobilistici(1)
- Ingo Hoffmann, pilota automobilistico brasiliano (San Paolo, n. 1953)

## Pittori(1)
- Josef Hoffmann, pittore austriaco (Vienna, n. 1831 - Vienna, † 1904)

## Politici(3)
- Arthur Hoffmann, politico e giurista svizzero (San Gallo, n. 1857 - San Gallo, † 1927)
- Heinz Hoffmann, politico e generale tedesco-orientale (Mannheim, n. 1910 - Strausberg, † 1985)
- Walter Hoffmann, politico tedesco (Mengeringhausen, n. 1952)

## Politologi(1)
- Stanley Hoffmann, politologo austriaco (Vienna, n. 1928 - Cambridge, † 2015)

## Psichiatri(1)
- Heinrich Hoffmann, psichiatra e scrittore tedesco (Francoforte sul Meno, n. 1809 - Francoforte sul Meno, † 1894)

## Registi(1)
- Kurt Hoffmann, regista tedesco (Friburgo in Brisgovia, n. 1910 - Monaco di Baviera, † 2001)

## Religiosi(1)
- Melchior Hoffmann, religioso tedesco (Schwäbisch Hall, n. 1495 - Strasburgo, † 1543)

## Saltatrici con gli sci(1)
- Anna Hoffmann, saltatrice con gli sci statunitense (Madison, n. 2000)

## Schermidori(1)
- Basil Hoffmann, schermidore svizzero (n. 1976)

## Sciatori alpini(2)
- Ambrosi Hoffmann, ex sciatore alpino svizzero (Davos, n. 1977)
- Philip Hoffmann, sciatore alpino austriaco (Spittal an der Drau, n. 2002)

## Scrittori(3)
- August Heinrich Hoffmann von Fallersleben, scrittore tedesco (Fallersleben, n. 1798 - Corvey, † 1874)
- Ernst Theodor Amadeus Hoffmann, scrittore, compositore e pittore tedesco (Königsberg, n. 1776 - Berlino, † 1822)
- Leopold Alois Hoffmann, scrittore, giornalista e agente segreto austriaco (Niederwittig, n. 1760 - Wiener Neustadt, † 1806)

## Scultori(1)
- Hans Ruprecht Hoffmann, scultore tedesco (Worms, n. 1540 - Treviri, † 1616)

## Slittinisti(1)
- Jörg Hoffmann, ex slittinista tedesco (Sondershausen, n. 1963)

## Triplisti(2)
- Zdzisław Hoffmann, ex triplista polacco (Świebodzin, n. 1959)
- Karol Hoffmann, triplista polacco (Varsavia, n. 1989)

## Tuffatori(1)
- Falk Hoffmann, tuffatore tedesco orientale (Chemnitz, n. 1952)

## Velocisti(1)
- Arthur Hoffmann, velocista e lunghista tedesco (Danzica, n. 1887 - Amburgo, † 1932)

## Violoncelliste(1)
- Bettina Hoffmann, violoncellista, gambista e musicologa tedesca (Düsseldorf, n. 1959)

## Senza attività specificata(1)
- Xaver Hoffmann, ex snowboarder tedesco (Garmisch-Partenkirchen, n. 1974)